# Charles C. Pugh
Charles Chapman Pugh (* 16. Juni 1940) ist ein US-amerikanischer Mathematiker, der sich mit dynamischen Systemen beschäftigt.

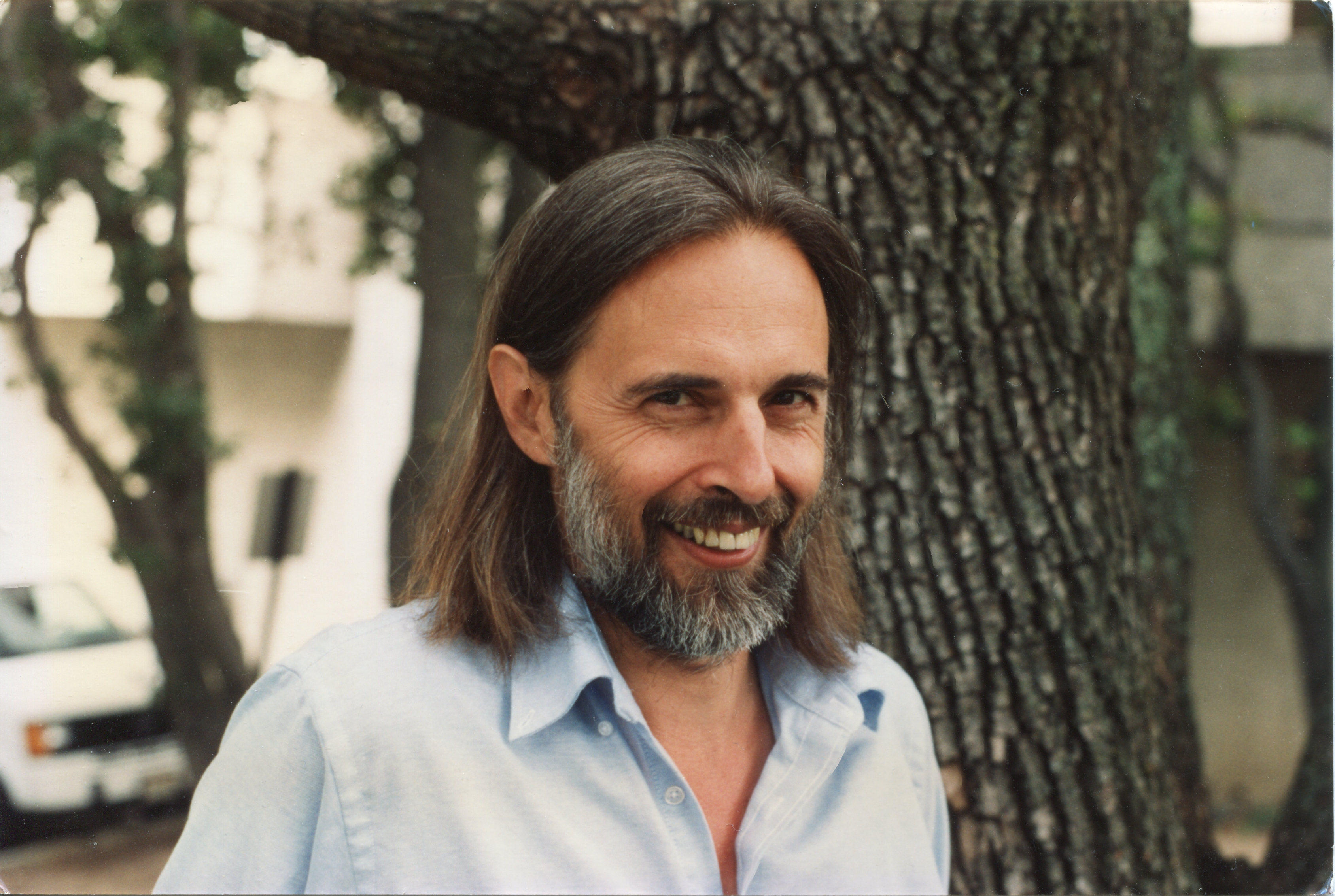
Charles Pugh, Berkeley 1993

Pugh wurde 1965 bei Philip Hartman an der Johns Hopkins University promoviert (The closing lemma for dimensions two and three). 1967 erhielt er von der Alfred P. Sloan Foundation ein Forschungsstipendium (Sloan Research Fellowship). Er ist inzwischen emeritierter Professor an der University of California, Berkeley.
1967 veröffentlichte er ein nach ihm benanntes Closing Lemma in der Theorie dynamischer Systeme. Das Lemma besagt: Sei f ein Diffeomorphismus einer kompakten Mannigfaltigkeit mit einem nicht wandernden Punkt x. Dann gibt es (im Raum der Diffeomorphismen, ausgestattet mit der {\displaystyle C^{1}} Topologie) in der Umgebung des Diffeomorphismus einen Diffeomorphismus g, für den x ein periodischer Punkt ist. Das heißt, durch eine kleine Störung des ursprünglichen dynamischen Systems kann ein System mit periodischer Bahn erzeugt werden.
1970 war er Gastredner auf dem Internationalen Mathematikerkongress in Nizza (Invariant manifolds).

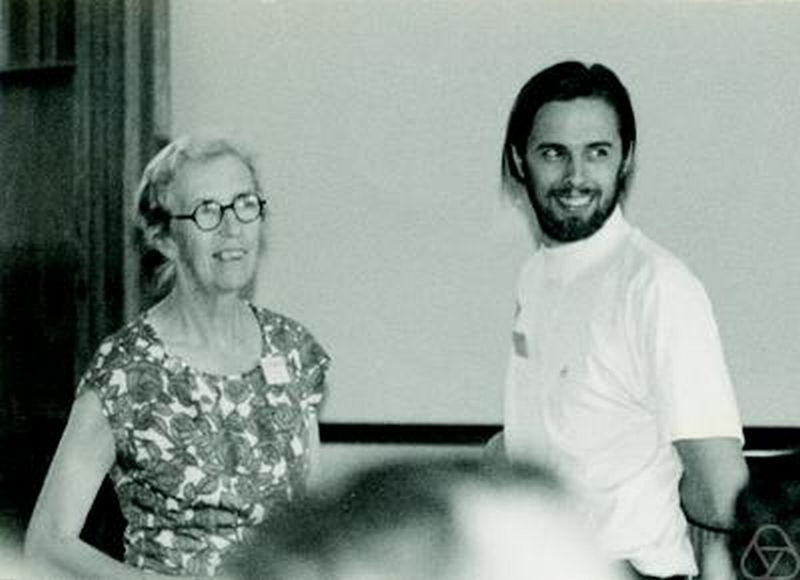
Mary Cartwright (links) mit Charles Pugh, Nizza 1970

## Schriften
- Real mathematical analysis, Springer Verlag 2002